# Upplands runinskrifter 364
Upplands runinskrifter 364 är en vikingatida runsten av grå granit i Gådersta, Skepptuna socken och Sigtuna kommun. En del av stenen som hade varit försvunnen en längre tid återfanns 1950.
Ristningen liknar Åsmund Kåressons ristningar men har attribuerats till Torsten såväl som Torfast.
Stenen är rest av Karse och, möjligen, Karlbjörn. Troligen är det samma personer som också låtit resa U 343. Uttrycket "dog i dopkläder" betyder att någon döpts, och då klätts i vita kläder, inför döden.

## Inskriften
Translitterering av runraden:
[karsi · auk ' kar-... ... sin ' han ua]ʀ tauþ[r i '] huitauaþ[um]
Normalisering till runsvenska:
Karsi ok kar-... ... sinn. Hann vaʀ dauðr i hvitavaðum.
Översättning till nusvenska:
Karse och ... sin. Han dog i dopkläder.